# Anne Dot Eggers Nielsen
Anne Dot Eggers Nielsen, né le 6 novembre 1975 à Horsens, est une footballeuse internationale et journaliste danoise.

## Biographie
Elle a notamment joué pour le Brøndby et a été sélectionnée plus de 100 fois dans l'équipe nationale danoise.
Après la Coupe du monde féminine de 2007, elle et ses coéquipières danoises accusent les hôtes chinois de harcèlement et de surveillance secrète avant le match de premier tour de la Chine contre le Danemark. Lorsque la FIFA refuse d'enquêter, Anne Dot Eggers Nielsen lie publiquement l'affaire à des allégations plus larges de pratiques de corruption au sein de la FIFA,. Elle prend sa retraite du football international en janvier 2008.
Après une formation de journaliste, elle contribue en 2011 à une biographie sur son ancienne coéquipière Katrine Pedersen.